# Supercoupe du Japon de football 2008
Navigation
Édition précédente Édition suivante
L'édition 2008 de la Supercoupe du Japon est la 15e de la Supercoupe du Japon et se déroule le 1er mars 2008 au Stade olympique national à Tokyo au Japon.
Les règles du match sont les suivantes : la durée de la rencontre est de 90 minutes, puis, en cas de match nul, les deux équipes se départageront directement lors d'une séance de tirs au but.
Le match oppose le Kashima Antlers, vainqueur de la J League 2007, face au Sanfrecce Hiroshima, finaliste de la Coupe du Japon 2007.

## Feuille de match
| Kashima ·           |                  |     |
| Titulaires :        |                  |     |
|                     |                  |     |
| 21                  | Hitoshi Sogahata |     |
| 02                  | Atsuto Uchida    |     |
| 04                  | Go Oiwa          |     |
| 03                  | Daiki Iwamasa    |     |
| 07                  | Toru Araiba      |     |
| 10                  | Masashi Motoyama |     |
| 40                  | Mitsuo Ogasawara |     |
| 15                  | Takeshi Aoki     |     |
| 08                  | Takuya Nozawa    | 75e |
| 18                  | Marquinhos       |     |
| 09                  | Yuzo Tashiro     | 83e |
|                     |                  |     |
| Remplaçants :       |                  |     |
| 01                  | Hideaki Ozawa    |     |
| 19                  | Masahiko Inoha   |     |
| 16                  | Masaki Chugo     | 75e |
| 14                  | Chikashi Masuda  |     |
| 11                  | Danilo           | 83e |
| 25                  | Yasushi Endo     |     |
| 17                  | Ryuta Sasaki     |     |
|                     |                  |     |
| Entraîneur :        |                  |     |
| Oswaldo de Oliveira |                  |     |

| Hiroshima ·      |                   |     |
| Titulaires :     |                   |     |
|                  |                   |     |
| 21               | Koichi Kidera     |     |
| 24               | Ryota Moriwaki    |     |
| 02               | Ilian Stoyanov    |     |
| 05               | Tomoaki Makino    |     |
| 06               | Toshihiro Aoyama  | 73e |
| 16               | Ri Han-jae        |     |
| 07               | Koji Morisaki     |     |
| 20               | Shinichiro Kuwada | 46e |
| 17               | Kota Hattori      |     |
| 11               | Hisato Sato       |     |
| 18               | Ryuichi Hirashige | 57e |
|                  |                   |     |
| Remplaçants :    |                   |     |
| 01               | Takashi Shimoda   |     |
| 04               | Dario Dabac       |     |
| 15               | Yojiro Takahagi   | 46e |
| 14               | Kazuyuki Toda     |     |
| 23               | Katsumi Yusa      |     |
| 09               | Stjepan Jukić     | 73e |
| 29               | Tatsuhiko Kubo    | 57e |
|                  |                   |     |
| Entraîneur :     |                   |     |
| Mihailo Petrović |                   |     |

| Kashima ·           |                  |     |
| Titulaires :        |                  |     |
|                     |                  |     |
| 21                  | Hitoshi Sogahata |     |
| 02                  | Atsuto Uchida    |     |
| 04                  | Go Oiwa          |     |
| 03                  | Daiki Iwamasa    |     |
| 07                  | Toru Araiba      |     |
| 10                  | Masashi Motoyama |     |
| 40                  | Mitsuo Ogasawara |     |
| 15                  | Takeshi Aoki     |     |
| 08                  | Takuya Nozawa    | 75e |
| 18                  | Marquinhos       |     |
| 09                  | Yuzo Tashiro     | 83e |
|                     |                  |     |
| Remplaçants :       |                  |     |
| 01                  | Hideaki Ozawa    |     |
| 19                  | Masahiko Inoha   |     |
| 16                  | Masaki Chugo     | 75e |
| 14                  | Chikashi Masuda  |     |
| 11                  | Danilo           | 83e |
| 25                  | Yasushi Endo     |     |
| 17                  | Ryuta Sasaki     |     |
|                     |                  |     |
| Entraîneur :        |                  |     |
| Oswaldo de Oliveira |                  |     |

| Hiroshima ·      |                   |     |
| Titulaires :     |                   |     |
|                  |                   |     |
| 21               | Koichi Kidera     |     |
| 24               | Ryota Moriwaki    |     |
| 02               | Ilian Stoyanov    |     |
| 05               | Tomoaki Makino    |     |
| 06               | Toshihiro Aoyama  | 73e |
| 16               | Ri Han-jae        |     |
| 07               | Koji Morisaki     |     |
| 20               | Shinichiro Kuwada | 46e |
| 17               | Kota Hattori      |     |
| 11               | Hisato Sato       |     |
| 18               | Ryuichi Hirashige | 57e |
|                  |                   |     |
| Remplaçants :    |                   |     |
| 01               | Takashi Shimoda   |     |
| 04               | Dario Dabac       |     |
| 15               | Yojiro Takahagi   | 46e |
| 14               | Kazuyuki Toda     |     |
| 23               | Katsumi Yusa      |     |
| 09               | Stjepan Jukić     | 73e |
| 29               | Tatsuhiko Kubo    | 57e |
|                  |                   |     |
| Entraîneur :     |                   |     |
| Mihailo Petrović |                   |     |